# JOOX TOP聽推介頒獎禮
JOOX TOP聽推介頒獎禮（英語：JOOX Top Music Awards），是由音樂串流平台JOOX主辦的香港本地流行音樂頒獎典禮。首屆頒獎典禮於2021年舉行。

## 沿革及賽制
2020年3月，音樂串流平台JOOX舉行「JOOX TOP聽推介」第一季季選，以讓用戶投票選出最受歡迎的香港本地歌曲、歌手、電視劇主題曲、電影主題曲及K歌。直至年底，JOOX收集全年四季季選活動所得的樂迷投選數據，再結合點播數字以及JOOX音樂編輯的專業評選，並於翌年1月初舉行JOOX TOP聽推介頒獎禮，頒發獎項以表揚全年受樂迷歡迎的歌曲、歌手及專輯。首屆頒獎典禮在2021年1月22日於網上舉行，頒發2020年度各獎項。

## 歷屆頒獎典禮資料
| 屆別（年度）  | 日期          | 備註及特別事項 |
| ------------- | ------------- | -------------- |
| 第1屆（2020） | 2021年1月22日 | [ 7 ]          |
| 第2屆（2021） | 2022年1月19日 | [ 4 ]          |

## 外部連結
- JOOX官方網站 （页面存档备份，存于）